# Ellipsidion amplum
Ellipsidion amplum är en kackerlacksart som beskrevs av Morgan Hebard 1943. Ellipsidion amplum ingår i släktet Ellipsidion och familjen småkackerlackor. Inga underarter finns listade i Catalogue of Life.